# Eleccions generals sueques de 2014
Les eleccions al Parlament de Suècia del 2014 es van celebrar el 14 de setembre de 2014. El resultat de les eleccions donaren com a resultat una majoria simple de les forces de centre-esquerra.
La coalició de centre-dreta que governava des de l'any 2006 pergué la majoria, el Partit Moderat rebé 23 diputats menys que a les eleccions anteriors. Un altre èxit fou el dels Demòcrates Suecs, que aconseguiren esdevenir tercera força política.
Finalment el 3 d'octubre el líder socialdemòcrata Stefan Löfven fou elegit per majoria simple com a nou Primer ministre de Suècia. Va dirigir un govern de coalició entre el Partit Socialdemòcrata i els Verds.

## Enquestes

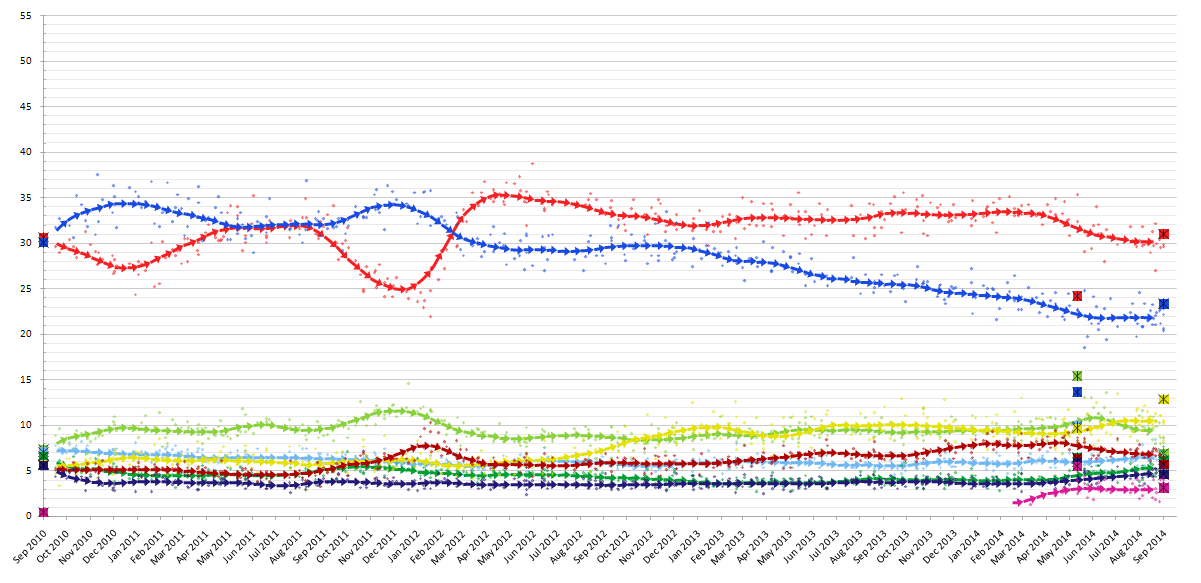
Mitjana de 15 dies d'enquestes de setembre de 2010 a setembre de 2014.

## Resultats
|                             |                                                    |           |       |       |           |     |  |  |
| Partits                     | Partits                                            | Vots      | %     | +/-   | Escons    | +/- |  |  |
|                             | Partit Socialdemòcrata Socialdemokraterna          | 1.932.711 | 31,01 | +0,35 | 113 / 349 | 1   |  |  |
|                             | Partit Moderat (Moderaterna)                       | 1.453.517 | 23,33 | -6,74 | 84 / 349  | 23  |  |  |
|                             | Demòcrates de Suècia (Sverigedemokraterna)         | 801.178   | 12,86 | +7,16 | 49 / 349  | 29  |  |  |
|                             | Partit Verd (Miljöpartiet de Gröna)                | 429.275   | 6,89  | -0,45 | 25 / 349  | =   |  |  |
|                             | Partit de Centre (Centerpartiet)                   | 380.937   | 6,11  | -0,44 | 22 / 349  | 1   |  |  |
|                             | Partit de l'Esquerra Vänsterpartiet                | 356.331   | 5,72  | +0,11 | 21 / 349  | 2   |  |  |
|                             | Partit Popular Liberal ( Folkpartiet liberalerna ) | 337.773   | 5.42  | -1,63 | 19 / 349  | 5   |  |  |
|                             | Democristians Kristdemokraterna                    | 284.806   | 4.57  | -1,03 | 16 / 349  | 3   |  |  |
|                             | Iniciativa Feminista (Feministiskt Initiativ)      | 194.719   | 3,12  | +2,72 | 0 / 349   | =   |  |  |
|                             | Partit Pirata (Piratpartiet)                       | 26.515    | 0,43  | -0,22 | 0 / 349   | =   |  |  |
|                             | Altres                                             | 33.811    | 0,54  | -     | 0 / 349   | =   |  |  |
| Blanc i Nuls                | Blanc i Nuls                                       | 58.443    | 0,92  | -     | -         |     |  |  |
| Total (participació 85,81%) | Total (participació 85,81%)                        | 6.290.016 | 100,0 |       | 349       |     |  |  |
| Font:                       |                                                    |           |       |       |           |     |  |  |